# Isola di Gand
L'isola di Gand (in inglese: Gand Island), anche nota come Genteiland, è un'isola antartica coperta di ghiaccio, lunga 6 km e larga 3 km, situata all'estremità nord del canale di Schollaert, tra l'isola di Anvers e l'isola di Brabant nell'arcipelago Palmer. Fu scoperto da una spedizione belga, che esplorò l'Antartide tra il 1897 e il 1899.
Il nome attuale gli fu dato da Adrien de Gerlache e deriva dalla forma in lingua francese del nome della città belga di Ghent.